# Conasprella armiger
Conasprella armiger é uma espécie de gastrópode do gênero Conus, pertencente à família Conidae.